# 삼성 경영 쇄신안
삼성 경영 쇄신안은 삼성 특검이 마무리된 2008년 4월 22일에 이학수가 발표한 것으로, 이건희, 이학수, 김인주의 퇴진과 기타 삼성 계열사의 경영 쇄신을 담고 있다.

## 내용
- 이건희 회장의 대표이사 회장, 등기이사 등 경영에서 퇴진.
- 홍라희 관장의 리움미술관 관장과 문화재단 이사 사임.
- 이재용 전무 삼성전자의 CCO 사임. 그러나 삼성의 다른 해외 사업장에서 활동.
- 전략기획실 해체.
- 이학수, 김인주 사장 경영에서 퇴진.
- 이건희 차명계좌는 실명으로 전환.
- 금융사업 투명화. 은행 진출은 없음을 선언.
- 사외이사 선임 신중.
- 지주회사는 현실적인 문제로 인해 당장 추진하지 않으며, 순환출자는 삼성카드가 보유한 에버랜드 주식을 4-5년 내에 매각 등 검토.
- 삼성의 대외적인 대표에 삼성생명의 이수빈 회장.

위 사항을 7월 1일부터 시행.

## 비판
경영 구조 개혁의 쟁점인 지주회사 전환에 대한 내용은 피해갔다는 평이 있다.

## 참고
1. ↑  SBS 8뉴스 기사